# Adria
Adria là một đô thị và thị xã của Ý. Đô thị này thuộc tỉnh Rovigo trong vùng Veneto. Adria có diện tích km2, dân số theo ước tính năm 2005 của Viện thống kê quốc gia Ý là 20.593 người. 
Các đơn vị dân cư:
Đô thị Adria giáp với các đô thị: